# باشگاه فوتبال هاپوئل لد
باشگاه فوتبال هاپوئل لد یک باشگاه فوتبال در شهر لد کشور اسرائیل است. این باشگاه که در سال ۱۹۴۹ تأسیس شده در سال ۲۰۰۲ منحل شد و دوباره در سال ۲۰۱۷ بازگشایی شد.